# 罗伯特·科奇耶夫
罗伯特·伊万诺维奇·科奇耶夫（羅馬化：Robert Ivanovich Kochiyev；1966年3月16日—）是俄罗斯政治人物，第六届、第八届国家杜马代表。
2007年至2011年，科切耶夫担任第四届北奥塞梯-阿兰共和国议会代表。2011年，他当选为北奥塞梯-阿拉尼亚选区第六届国家杜马代表。2017年至2021年，他担任第六届北奥塞梯-阿拉尼亚共和国议会代表。 2021年9月起担任第八届国家杜马代表。

## 制裁
科奇耶夫于2022年因俄乌战争而受到英国政府制裁。